# Teorija sličnosti
Teorija sličnosti koncept je primjenjiv za testiranje inženjerskih modela. Model je sličan stvarnoj izvedbi ako s njom dijeli geometrijsku, kinematičku i dinamičku sličnost. Kada se kaže da su pojave dinamički slične podrazumijeva se da su i geometrijski i kinematički slične. Glavna je primjena u hidraulici i aeronautičkom inženjerstvu pri testiranju tokova fluida na umanjenim ili uvećanim modelima. Koncept je povezan s dimenzijskom analizom.

## Općenito
Inženjerski se modeli koriste za proučavanje složenih problema iz dinamike fluida kod kojih izračuni i računalne simulacije nisu pouzdani. Modeli su uglavnom manji od prototipa, ali ne mora tako biti. Omogućuju testiranje prije no što se finalni proizvod izradi.
Najprije se provodi analiza da se utvrdi u kakvim će se okolnostima model ispitivati. Geometriju je uglavnom najlakše odrediti, no uvjeti poput tlaka i temperature te brzine i vrste fluida mogu biti izmijenjeni. Sličnost je ostvarena kad se rezultati s modelskog ispitivanja mogu primijeniti na prototip.
Kriteriji su za ostvarivanje sličnosti sljedeći:
- Geometrijska sličnost – model je istog oblika kao i prototip (uglavnom uvećan ili umanjen).
- Kinematička sličnost – tok fluida mora se mijenjati jednoliko (strujnice su slične).
- Dinamička sličnost – odnosi svih sila na odgovarajuće čestice fluida i površine konstantne su.

Da bi se zadovoljili spomenuti uvjeti provodi se analiza: 
1. Svi parametri koji opisuju sustav identificirjau se koristeći principe iz mehanike kontinuuma.
2. Sustav se izražava dimenzijskom analizom uz što manje nezavisnih varijabli, a što više bezdimenzijskih parametara.
3. Vrijednosti bezdimenzijskih parametara iste su za model i prototip. Iz dobivenih jednadžbi dobivaju se odnosi između veličina.

Kako je nekada teško postići potpunu sličnost, poneki se parametri zanemaruju i usredotočava se samo na najbitnije. Na primjer kod konstrukcija plovila (brodova) pojavljuju se problemi jer je brod djelomično u vodi, djelomično u zraku, a tu su još i valovi dok kod zrakoplova i podmornica nema tog problema jer su u potpunosti u jednom fluidu.

## Primjer
Zamislimo podmornicu modeliranu na 1/40 veličine. U stvarnosti podmornica radi u morskoj vodi na 0.5 °C, krećući se 5 m/s. Model će se testirati u slatkoj vodi na 20 °C. Želimo pronaći snagu potrebnu podmornici da radi na toj brzini.
Varijable koje opisuju sustav su:
| Varijabla                                   | Vrijednost | Mjerilo (odnos) | Jedinica      |
| ------------------------------------------- | ---------- | --------------- | ------------- |
| L (promjer podmornice)                      | 1          | 1/40            | (m)           |
| V (brzina)                                  | 5          | izračunati      | (m/s)         |
| {\displaystyle \rho } (gustoća)             | 1028       | 998             | (kg/m3)       |
| {\displaystyle \mu } (dinamička viskoznost) | 1.88x10-3  | 1.00x10-3       | Pa·s (N s/m2) |
| F (sila)                                    | izračunati | izmjerit će se  | N (kg m/s2)   |

Ovaj primjer sadrži 5 nezavisnih varijabli i osnovne jedinice. Osnovne su jedinice: metar, kilogram i sekunda.
Prisjetimo li se Buckinghamova pi teorema, znamo da se sustav može opisati dvama bezdimenzijskim brojevima i jednom nezavisnom varijablom.
Dimenzijska se analiza koristi kako bi se jedinice posložile da tvore Reynoldsov broj ({\displaystyle R_{e}}) i koeficijent tlaka ({\displaystyle C_{p}}). Ta 2 broja uzimaju u obzir sve zadane varijable osim F, a ona će se mjeriti. S obzirom na to da bezdimenzijski parametri ostaju konstantni i za model i za prototip, koristit ćemo ih za dobivanje odnosa veličina.
Odnosi veličina:
{\displaystyle {\begin{aligned}&R_{e}=\left({\frac {\rho VL}{\mu }}\right)&\longrightarrow &V_{\text{model}}=V_{\text{prototip}}\times \left({\frac {\rho _{a}}{\rho _{m}}}\right)\times \left({\frac {L_{a}}{L_{m}}}\right)\times \left({\frac {\mu _{m}}{\mu _{a}}}\right)\\&C_{p}=\left({\frac {2\Delta p}{\rho V^{2}}}\right),F=\Delta pL^{2}&\longrightarrow &F_{\text{prototip}}=F_{\text{model}}\times \left({\frac {\rho _{a}}{\rho _{m}}}\right)\times \left({\frac {V_{a}}{V_{m}}}\right)^{2}\times \left({\frac {L_{a}}{L_{m}}}\right)^{2}.\end{aligned}}}
Tlak ({\displaystyle p}) nije jedna od 5 varijabli, ali sila ({\displaystyle F}) je. Razlika tlaka (Δ{\displaystyle p}) tako je zamijenjena veličinom ({\displaystyle F/L^{2}}) u koeficijentu tlaka. tako dobivamo potrebnu brzinu modela:
{\displaystyle V_{\text{model}}=V_{\text{prototip}}\times 21.9} .
Model se tad ispituje na toj brzini, a sila koja se izmjeri na njemu ({\displaystyle F_{model}}) uvećava se dobivenim faktoro da bi dobili silu na stvarnoj izvedbi ({\displaystyle F_{prototip}}):
{\displaystyle F_{\text{prototip}}=F_{\text{model}}\times 3.44}
Snaga {\displaystyle P} potrebna podmornici tada je:
{\displaystyle P[\mathrm {W} ]=F_{\text{prototip}}\times V_{\text{prototip}}=F_{\text{model}}[\mathrm {N} ]\times 17.2\ \mathrm {m/s} }
Primijetite da iako je model manji, brzina je vode veća. To pokazuje kako teorija sličnosti često može biti neintuitivna.

## Najčešće primjene

### Mehanika fluida
Teorija sličnosti koristi se za širok spektar inženjerskih problema i baza je mnogim formulama i bezdimenzijskim veličinama. Pojednostavljivanje formula (zanemarivanjem nekih sličnosti) često je i zadatak inženjera.
Osim što se koristi na modelima (da se izbjegne potencijalno uzaludna proizvodnja prototipa), koristi se i u računalnim simulacijama kako bi se eventualno izbjegla čak i proizvodnja modela.
Još jedana je primjena teorije sličnosti da zamjeni stvarni fluid testnim. U vjetrotunelima, npr., javlja se problem ukapljivanja zraka u nekim dijelovima pa se često koristi helij. Neki objekti koriste skupe i/ili opasne fluide pa se na modelima također mogu zamijeniti nekim pristupačnijim i lakšim za rukovanje. 
Neke od češćih primjena i prikladni bezdimenzijski brojevi:
| Nestlačivi tok (vidi primjer gore) | Reynoldsov broj, koeficijent tlaka                            |
| Stlačivi tok                       | Reynoldsov broj, Machov broj, Prandtlov broj                  |
| Vibracija izazvana tokom           | Strouhalov broj                                               |
| Centrifugalni kompresor            | Reynoldsov broj, Machov broj, koeficijent tlaka, odnos brzina |
| Debljina graničnog sloja           | Reynoldsov broj, Womersleyov broj                             |
|                                    |                                                               |

### Mehanika krutih tijela: sličnost struktura
Teorija se sličnosti koristi za konstruiranje umanjenih struktura. Iako i dimenzijska analiza i direktno korištenje valjanih jednadžbi imaju ulogu u dobivanju odnosa za teoriju sličnosti, potonje se koristi češće jer daje preciznije rezultate. Koriste se i potpuna i djelomična sličnost. Kod potpune, svi izvedeni zakoni moraju biti jednaki, što dovodi do savršene sličnosti. No, takav način ima nedostatke kod npr. listićavih/slojevitih konstrukcija.S druge strane, kada se koristi djelomična sličnost, trebaju se koristiti zadane metode da bi se osigurala točnost predviđanja reakcije prototipa. Modeli se mogu konstruirati da previde dinamičke karakteristike (npr. frekvencije) potencijalnog stvarnog proizvoda.